# ФК Шенџен
Фудбалски клуб Шенџен (упрош: 深圳市足球俱乐部; трад: 深圳市足球俱樂部; пин: Shēnzhènshì Zúqiú Jùlèbù) био је професионални фудбалски клуб из Шенџена. Такмичио се у Суперлиги Кине.

## Трофеји
- Суперлига Кине: 2004.